# 14e eeuw
De 14e eeuw (van de christelijke jaartelling) is de 14e periode van 100 jaar, dus bestaande uit de jaren 1301 tot en met 1400. De 14e eeuw behoort tot het 2e millennium.

## Langjarige gebeurtenissen en ontwikkelingen
Europa

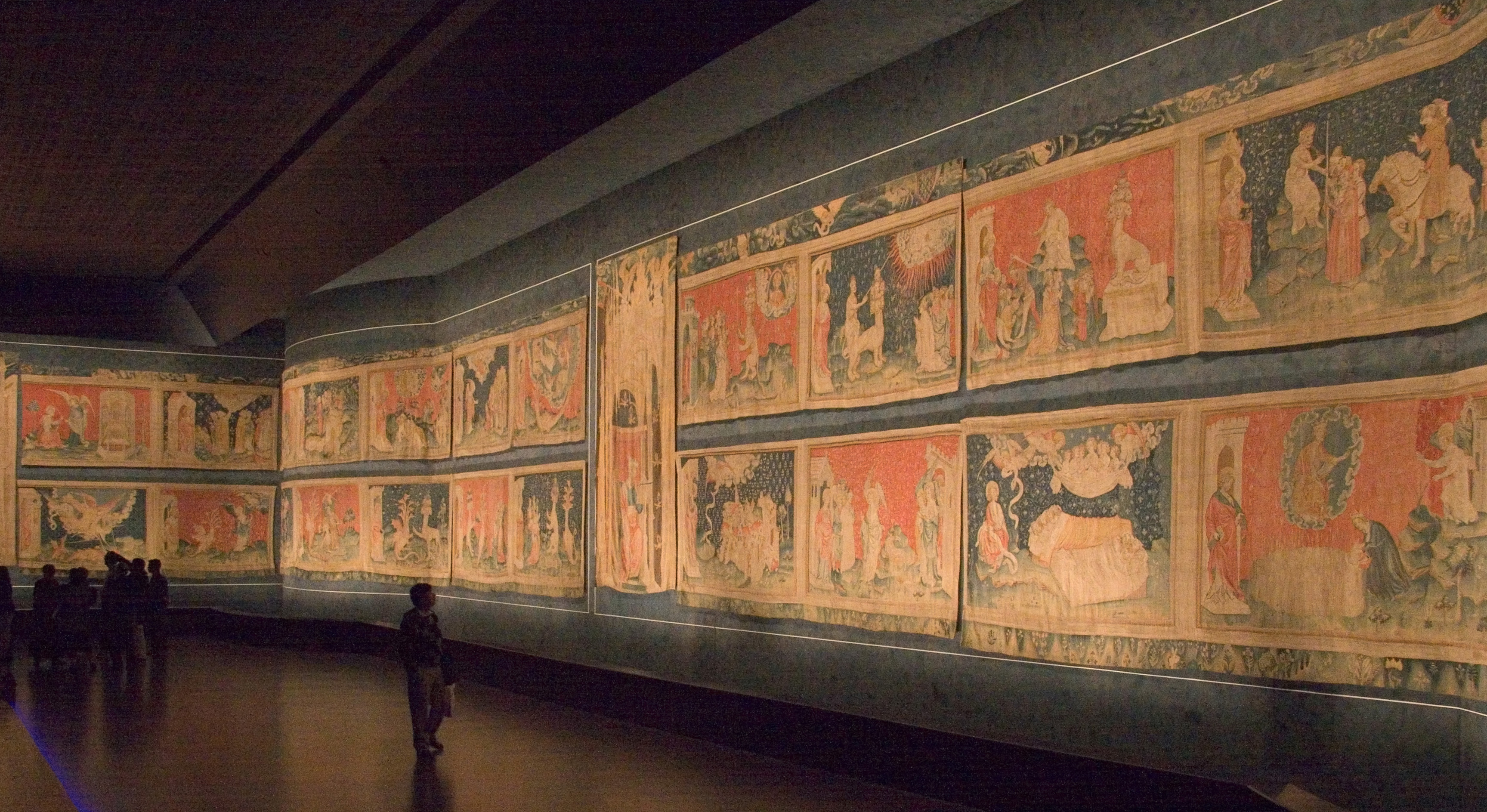
Het Wandtapijt van de Apocalyps

- Honderdjarige Oorlog (1337-1454). een lange serie conflicten afgewisseld met wapenstilstanden tussen de koningen van Engeland en Frankrijk. De term stamt uit de 19e eeuw.
- Door de Zwarte Dood van 1347-1351 laat een derde deel van alle Europeanen, zijnde enkele tientallen miljoenen, het leven. De lekencongregatie van de alexianen neemt de verzorging van de pestlijders op zich.
- Stichting van de Donauvorstendommen.
- De Osmaanse Turken stichten een Turkmeens vorstendom in het westen van Anatolië. Ze steken in 1345 de Dardanellen over tijdens een opvolgingsstrijd in het Byzantijnse Rijk. Murat I weet daardoor in 1353 een bruggenhoofd (de havenstad Gallipoli) aan de Europese kant te veroveren. De Turken dringen op in de Balkan en Thracië. De sultans Moerad I en Bajezid I veroveren achtereenvolgens Bulgarije (1388–1393), Servië (1389) en Walachije (1395), bezetten Thessaloniki (1387) en Thessalië (1393) en verslaan in 1396 een Hongaars-westerse strijdmacht, die het Byzantijnse Rijk te hulp was gekomen, te Nicopolis.
- De Unie tussen Polen en het Grootvorstendom Litouwen is ontstaan als een verbond tussen Slavische en Baltische volken die zich gezamenlijk willen verdedigen tegen de aanvallen van de Mongolen uit het oosten en de Duitse kruisridders uit het westen. Het strekt zich op zijn hoogtepunt uit van de Oostzee in het noorden tot bijna aan de Zwarte zee in het zuiden. In het oosten reikt het tot Smolensk en in het westen tot de stad Brest.
- Slepende strijd tussen Welfen en Ghibellijnen in Beieren, Saksen en Noord-Italië.
- Italiaanse stadstaten als Florence, Venetië en Genua worden schatrijk door hun handel met het Verre Oosten. De families Bardi en Peruzzi domineren het bankieren vanuit Florence, vestigingen oprichtend in vele andere delen van Europa.
- De Visconti maken zich meester van Milaan, dat ze besturen als "Capitano del popolo" (volkskapitein).

Midden-Oosten
- Opkomst van het Osmaanse Rijk. De nomadische Osmanli vestigen een op landbouw gerichte sedentaire maatschappij.
- Vanaf het begin van de 14e eeuw wordt Polen een toevluchtsoord voor onderdrukte joden. Joodse vluchtelingen verdreven uit Duitsland (1376) en uit Frankrijk (1394) vestigen zich in Polen waar de grootste Joodse gemeenschap ter wereld ontstaat. De Pools-Litouwse Unie kent godsdienstvrijheid voor alle geloven. Joden uit het koninkrijk Sicilië (begin 15e eeuw) die veelal aan slavenhandel voor de moslims werkten, vinden onderdak in het Ottomaanse Rijk.

Azië
- Timoer Lenk verslaat de Gouden Horde in een aantal bloedige veldslagen.
- Het Hindoe-Boeddhistische Koninkrijk Majapahit, met Oost-Java als kern, bereikt zijn hoogtepunt. Hoewel de heersers van Majapahit hun macht uitbreiden over de naburige eilanden en de aldaar aanwezige koninkrijken vernietigen, lijkt hun interesse vooral uit te gaan naar het beheersen van een groter deel van de commerciële handel binnen de archipel. In de tijd dat het Majapahit-rijk wordt gesticht, komen ook de eerste moslim-handelaren en -proselieten het gebied binnen.
- Indiërs brengen de islam naar de latere Filipijnen.
- Na de mislukte poging van keizer Go-Daigo om via de Kenmu-restauratie de keizerlijke macht in Japan te herstellen, richt in 1336 Ashikaga Takauji het Ashikaga-shogunaat op met hemzelf als eerste shogun. Het shogunaat heeft zijn hoofdkwartier in Muromachi, een district van Kioto. Naar dit district is de Muromachiperiode vernoemd.
- In 1368 valt in China de Mongoolse Yuan-dynastie die wordt opgevolgd door de Chinese Ming-dynastie. De meeste Mongoolse stammen keren terug naar hun oorspronkelijke leefgebieden. Een verbod treft vrijwel alle vormen van religie die uitgeoefend worden buiten boeddhistische en taoïstische kloosters en tempels.
- Verschijnen in China van de Roman van de Drie Koninkrijken en het Verhaal van de wateroever, de eerste twee van de vier klassieke romans.

Lage landen
- In het Charter van Kortenberg en de Blijde Inkomst (1356) worden de beperkingen vastgelegd van het hertogelijk gezag in Brabant. De hertog mag geen oorlog voeren of belastingen heffen zonder raadpleging en instemming van de steden en het gewest van Brabant.
- In Holland beginnen de Hoekse en Kabeljauwse Twisten (1349 - 1428).
- In Oost-Friesland nemen de hoofdelingen de macht over nadat de oude egalitaire bestuursvorm uit de zogenaamde tijd van de Friese Vrijheid in verval is geraakt.
- De stad Groningen breidt haar macht over de Ommelanden uit, waardoor daar een taalwisseling plaatsheeft van het Fries naar het Nedersaksisch.
- Ten gevolge van waterstaatkundige veranderingen zoals het ontstaan van de Zuiderzee stijgt het waterpeil in de IJssel met twee meter. Dat komt de scheepvaart ten goede en steden als Deventer en Kampen komen tot grote bloei.
- Bouw van nieuwe steden, zoals IJsselstein, Vianen, Buren, Naarden en Elburg.

Militair
- Aanleg van landweren. Een landweer bestaat uit een enkele of dubbele aarden wal met aan weerszijden grachten of greppels. De wallen van landweren worden beplant met dicht struikgewas, vooral met stekelige soorten zoals: meidoorn, sleedoorn, hondsroos of egelantier. Een landweer dient ter bescherming van een vrij groot gebied, waarbinnen de bevolking zich met haar goederen en levende have kan terugtrekken in tijden van gevaar.
- In het westen wordt een nieuw belegeringswapen gebruikt: de bombarde. Het heeft de vorm van een holle cilinder die lijkt op een langwerpige ton verstevigd met ijzeren hoepels; de bombarde wordt geladen via de loop. Het wapen wordt op een massief houten blok geplaatst en vuurt projectielen van ijzer of steen af die worden voortgestuwd door de kracht van het ontploffend buskruit.
- Het moderne kanon is omstreeks 1325 in Italië uitgevonden, nadat het buskruit door ontdekkingsreizigers naar Europa is meegenomen. De oudste betrouwbare bron vermeldt de vervaardiging van bronzen kanonnen en ijzeren kogels in 1326 voor de verdediging van Florence. Twintig jaar later worden tijdens de Slag bij Crécy kanonnen ingezet. In de Lage Landen wordt de donderbus ingezet tijdens de Hoekse en Kabeljauwse twisten.
- Er treedt een commercialisering van de oorlogsvoering op, waarbij Milaan en Venetië het voortouw nemen met het gebruik van huursoldaten. De macht verschuift daardoor van de lokale heren naar de koning, op voorwaarde dat deze in staat is voldoende belastingen te heffen. Het geld moet worden opgebracht door steden die in ruil daarvoor privileges afdwingen en zo meer macht verkrijgen. De ridderstand verliest daarmee aan betekenis en daarmee de daarbij horende gedragscode. De huurlingen gaat het niet om de eer of gevangenneming van edelen ter verkrijging van losgeld, maar slechts het levend bereiken van de overwinning. De wreedheid op het slagveld neemt dan ook toe.
- De Engelse longbow, die manshoog is en veel kracht vereist bij het spannen, kan wel 300 meter ver schieten en doet qua penetratievermogen weinig onder voor de kruisboog, maar een geoefend longbowschutter kan er veel meer pijlen per minuut mee afschieten. De pijlen van beide wapens zijn in staat om een harnas te doorboren.

Scheepvaart en handel
- De Hanze bereikt een hoogtepunt als samenwerkingsverband van kooplieden rond Lübeck, Westfalen, Saksen, en het gebied van de Baltische Duitse Orde.
- De suikerteelt verplaatst zich deels uit het oosten naar het Middellandse Zeegebied.
- Doordat de Straat van Gibraltar sinds 1291 open is, krijgt de scheepvaart een groot aandeel in het internationale handelsverkeer. Brugge neemt als scharnierpunt tussen noord en zuid de rol over van de Jaarmarkten van Champagne.
- De haven van Mude verzandt en daarmee vervalt de functie van het stadje als voorhaven van Brugge. Deze rol wordt overgenomen door Sluis.
- Ontstaan van de eerste min of meer geregelde veerdiensten.
- De Catalaanse Wereldatlas omvat voor het eerst ook een flink deel van Azië, doordat de beschrijvingen van Marco Polo erin zijn verwerkt.
- In de scheepvaart wordt de zandloper gebruikt om de snelheid in knopen te meten.

Innovatie
- Overal worden op kloosters en kerken torenklokken aangebracht. Daardoor gaan mensen rekenen in gelijke uren in plaats van de wisselende uren van de ware tijd.
- De besturen van de steden die in de veertiende eeuw ontstaan, willen ook een klok voor hun stad, omdat het als een prestigeobject wordt gezien. Rondtrekkende klokkenmakers worden ingehuurd om klokken te bouwen, met als resultaat dat tegen 1400 elke stad een klok heeft.
- De techniek van het glasblazen komt vanuit Venetië naar Noordwest-Europa.
- Het haring kaken raakt in gebruik.
- De invoer van Duits bier uit hop in de Lage landen leidt ertoe, dat ook de Hollandse brouwers hop gaan gebruiken. De Vlaamse brouwers houden het nog op gruit.

Sociaal-economisch
- Oprichting van gilden: belangenorganisaties van personen met hetzelfde beroep.
- Boeren in Europa beginnen zich te ontworstelen aan de horigheid.
- Jacquerie (1358). Een opstand tegen de adel van de Franse boeren in mei 1358 en de Boerenopstand in Engeland (1381).
- Vlaamse wolwevers vestigen zich in Leeds.

Godsdienst en filosofie
- Babylonische ballingschap der pausen in Avignon (1309 - 1376). Ze staan daar sterk onder invloed van de Franse koning. Daarna volgt het Westers Schisma (vanaf 1378):
- De Franse orde van de Kartuizers doet haar intrede in de Nederlanden met kloosterstichtingen in Zelem, 
Geertruidenberg, Arnhem, Roermond, Amsterdam en Utrecht.
- Begin van de heksenvervolging. Vanuit de burgerij gaat het om beschuldigingen van 'maleficiën', dat wil zeggen het veroorzaken van ziekten, misoogst en ander onheil door hekserij. In het laatste kwart van de eeuw gaat de Inquisitie er zich mee bemoeien, waarbij de beweerde heksen worden beschuldigd van een 'pact met de duivel'.
- Het getijdenboek neemt een hoge vlucht. Er is een publiek van welstellende kooplui en burgers voorhanden dat, in navolging van de adel, een getijdenboek wil hebben voor hun privé-devotie maar ook als statussymbool.
- Na de pestepidemie van 1346-48 komt het in grote delen van Europa tot pogroms. In 1348 en 1349 worden onder meer de joodse gemeenschappen van Brussel, Zutphen, Bazel en Frankfurt am Main vernietigd. De Joden vluchten massaal naar Polen, dat niet door de pest is getroffen en waar ze welkom zijn.
- Opkomst van het Nominalisme, dat niet het abstracte begrip centraal stelt, maar het zintuiglijk waarneembare ding. Willem van Ockham en Marsilius van Padua verzetten zich tegen de autoriteit van de paus in wereldlijke zaken. Ze komen in grote moeilijkheden en zoeken hun toevlucht bij keizer Lodewijk de Beier.
- De Legenda Aurea, een verzameling van heiligenlevens en kerkelijke feestdagen, vindt haar weg door Europa, vanaf 1360 ook in een Nederlandse vertaling.
- Stefan van Perm begint de kerstening van de Zurjanen. Hij leert hun taal en gebruiken en ontwerpt voor hen een alfabet. Hij maakt korte metten met heidense symbolen, hetgeen hem niet bij iedereen geliefd maakt. Desondanks benoemt Metropoliet Pimen van Moskou hem in 1383 tot eerste bisschop van Perm.

Medisch
- Lanfranc van Milaan brenght de Italiaanse heelkunde naar Frankrijk, dat voor eeuwen het nieuwe centrum van de Europese chirurgie wordt.

Cultuur
- Begin van de Italiaanse renaissance. Er is in deze periode een hernieuwde belangstelling voor ideeën en kunst uit klassieke Griekse en Romeinse oudheid. De op de mens gerichte opvattingen van de christelijke humanisten uit deze tijd vinden ook hun uitdrukking in de kunst onder patronage van rijke leken. Grote invloed op de literatuur hebben Dante, Petrarca en Boccaccio.
- De Italiaanse humanisten zijn zich sterk bewust van de tekortkomingen van het Middeleeuws Latijn en menen, dat het intellectuele leven hierdoor tot stilstand is gekomen. Zij hopen door de taal van Cicero, Livius en Vergilius na te volgen een culturele opleving te bewerkstelligen. Daarom gaan zij naarstig op zoek naar oude manuscripten en herleeft ook de belangstelling voor het Grieks. Dankzij enkele Byzantijnse geleerden ontstaan er scholen en universiteiten waar ook Grieks wordt onderwezen.
- Terwijl overal in Europa het Frans de hoftaal wordt, ontstaat in Engeland een volkstaal uit de talen van de Oostelijke en de Centrale Midlands met veel Franse leenwoorden.
- Begin van het fresco door schilders als Cimabue en Giotto.
- In het door de christenen heroverde gebied van Spanje ontwikkelt zich de Mudejarstijl in de bouwkunst. Het is een vorm van baksteengotiek met Moorse invloeden.
- In Frankrijk verdwijnen de troubadours, maar in Duitsland verschijnen de minnezangers.
- In Noord-Frankrijk ontstaat een dynamischer muziekstijl, de Ars nova, waarbij de melodie in snellere tempi en met halve noten zich losmaakt van de grondtoon, de cantus firmus, vertegenwoordigd door Guillaume de Machaut. In Avignon bereikt de polyfonie een voorlopig hoogtepunt in de Ars subtilior. Het derde muzikaal centrum bevindt zich in Italië, met Francesco Landini.
- Ontstaan van de Canterbury Tales en de Ballade van Robin Hood.
- In de Nederlanden ontstaan de Abele spelen met de bijbehorende sotternieën.
- In Anjou wordt het tapijt Apocalyps van Angers vervaardigd. Behalve een afbeelding van de Apocalyps geeft het tapijt tevens een beeld van de verwoesting en ontreddering aan het einde van de 14e eeuw. Het is een weergave van de ravages veroorzaakt door de Honderdjarige Oorlog, de razzia's, de pest en de hongersnood.

Afrika
- Cairo groeit uit tot het grootste commerciële, intellectuele en culturele centrum van de islam. Tegen 1340 is Caïro met een half miljoen inwoners de grootste stad ten westen van China.

Vanaf 1301 wordt het de christenen in Egypte steeds moeilijker gemaakt hun godsdienst te belijden. Ze moeten blauwe tulbanden dragen en mogen geen openbare functies uitoefenen. Hun kerken worden verwoest, en in 1354 komt vrijwel een einde aan het bestaan van de Koptische kerk. 
- Het koninkrijk Mali strekt zich uit van de Sahara tot het oerwoud en van de Atlantische Oceaan tot de Niger. De hoofdstad Timboektoe is een belangrijk leercentrum voor geschiedenis, rechtsleer en de islamitische godsdienst. Timboektoe is ook een handelscentrum en een bestemming voor handelskaravanen.

Amerika
- De Cariben komen op het eiland Sint-Maarten.

Zij noemen het Soualiga (Zouteiland).
Natuur
- De Maori roeien alle Moasoorten uit die in Nieuw-Zeeland leefden toen zij daar arriveerden. Ze doen dat door een intensieve jacht op de weerloze loopvogels, maar ook door het platbranden van bossen.

## Belangrijke personen van de 14e eeuw

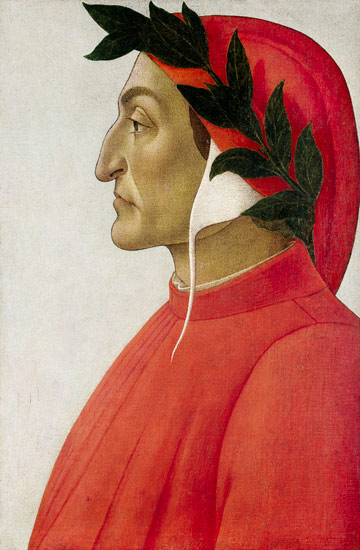
Dante Alighieri door Alessandro Botticelli

- Giotto di Bondone
- Cola di Rienzi
- Dante Alighieri
- Étienne Marcel
- Timoer Lenk
- Francesco Petrarca